# Chef (personaje de South Park)
Jerome McElroy (4 de mayo de 1965-22 de marzo de 2006), usualmente referido como «Chef» o «El chef», fue un personaje de South Park. Era el cocinero de la primaria de South Park. Fue hijo de Thomas y Nellie Mc Elroy quienes viven en Escocia, quienes aparecen por primera vez en el episodio de El Súcubo. En la versión estadounidense de la serie Isaac Hayes dio su voz a este personaje, que está inspirado en Barry White, hasta que anunció su retiro de la serie.

## Descripción
Fue diseñado como un personaje afroamericano estereotípico, obsesionado con el sexo (especialmente con mujeres blancas) y es algo promiscuo, sin embargo, fue un talentoso cantante y tenía una tendencia de cantar canciones altamente inapropiadas.
Los niños acudían frecuentemente a él cuando necesitan orientación o información y aunque en varias ocasiones mostró desagrado o molestia por las insistentes dudas de los muchachos, siempre fue el único adulto que mostró una intensa y genuina preocupación por sus problemas y el darles alguna solución para ellos; sin embargo, culpa de su lasciva perspectiva de la vida, muchas veces esto implicaba algo relacionado con el sexo.
En el primer capítulo de décima temporada "El Regreso de Chef". Chef se convierte en pedófilo ya que un grupo de pedófilos le lavan el cerebro, cuando los chicos lo quieren de rescatar se cae de un puente y muere devorado por un oso y un gato montés, pero la secta de pedófilos lo revivieron convirtiéndolo en Darth Chef (parodia a Darth Vader) Haciendo su última aparición en la serie. Curiosamente, en su funeral, no se ven a sus padres.
Según se ha especulado, el capítulo, la secta pedófila y su muerte son en realidad un simbolismo de la salida de Isaac Hayes, su actor de voz, de la serie y los reales motivos que lo llevaron a ello; de la misma forma, el discurso de Kyle en el funeral de Chef sería en realidad un mensaje de despedida a Hayes y una forma para expresar la opinión del personal sobre la influencia que la Cienciología (representada en la secta pedófila) tuvo en la vida de su excolega.
Isaac Hayes abandonó la serie después del episodio controvertido "Atrapados en el Closet" debido a que Hayes era un firme Cienciólogo y el mismo episodio reflejaba que esta religión era un fraude. Hayes -a pesar de haber dado "Luz Verde" para parodiar el capítulo- se sintió sumamente ofendido y renunció a la Serie. De hecho la Voz en "El Regreso de Chef" se remasterizó de clips en donde Hayes hablaba. Trey Parker y Matt Stone dedicaron el episodio "El Problema Chino" en su memoria, luego de que Hayes muriera en agosto de 2008.
Se le hizo una aparición especial en el juego "South Park: The Stick of Truth" (La vara de la verdad), donde residuos químicos extraterrestres son vaciados en el ataúd de chef (a pesar de que en el capítulo "El regreso y la muerte de Chef" muestran la espátula de este en el ataúd), convirtiéndolo en Chef Zombie Nazi con el cual debes combatir.
Actualmente Chef ya no aparece en la serie, pero desde el capítulo "El Regreso de Chef", es mostrado al final del intro de South Park como Darth Chef.

## Voz

### Versión Original (Estados Unidos)
- Isaac Hayes
- Peter Serafinowicz (Darth Chef)

### Doblaje Español
- Juan Fernández

### Doblaje Hispanoamericano
- Alfonso Mellado (Temp. 1-2 para la televisión abierta de México)
- Rolando Felizola (Temp. 1-2 para el canal Locomotion /Temp. 3-10/Temp. 7 redoblaje)
- Xavier Coronel (Temp.1-2 redoblaje)
- Blas García (South Park: Bigger, Longer & Uncut doblaje original)
- Jorge Roldán (South Park: Bigger, Longer & Uncut redoblaje)